# Elemír Vollay
Elemír Vollay (13. března 1871 Bobrovec nebo Trstené – 21. května 1946 Kežmarok) byl slovenský a československý pedagog, novinář a politik; meziválečný senátor Národního shromáždění ČSR za Republikánskou stranu zemědělského a malorolnického lidu (agrárníky).

## Biografie
Pocházel z rodiny národovecky orientovaného slovenského učitele Neita Vollaye. I Elemír Vollay zvolil učitelskou dráhu. Absolvoval učitelský ústav v Spišské Nové Vsi. Působil pak jako učitel v Nové Ľubovni a v Levoči. Po roce 1918 přebíral za československý stát moc v Spišské Nové Vsi. V letech 1918–1922 pak v tomto městě zastával významné funkce v obecní samosprávě. V letech 1919–1920 byl odpovědným redaktorem, v letech 1920–1922 šéfredaktorem týdeníku Tatry. Po jeho zániku pracoval coby redaktor týdeníku Naša pravda v Spišské Nové Vsi. V roku 1919 se podílel na vzniku Spolku spišských učitelů a byl předsedou Spišské učitelské jednoty. V letech 1922–1932 byl školským inspektorem pro maďarskojazyčné školy v Nových Zámcích a v letech 1932–1938 v Nitře. Byl spoluautorem učebnice pro menšinové základní školy. Pak odešel do penze. Napsal několik divadelních her a publikoval v odborných pedagogických časopisech.
Angažoval se i v politice. Po parlamentních volbách v roce 1925 získal za agrární stranu senátorské křeslo v Národním shromáždění. Mandát ale nabyl až dodatečně roku 1926 jako náhradník poté, co zemřel senátor Milutin Križko. V senátu setrval do roku 1929. Profesí byl školním inspektorem v Nových Zámcích.